# Tylocidaris ohshimai
Espèce
Tylocidaris ohshimai est une étrange espèce d'oursins de l'ordre des Cidaroida. On le trouve principalement aux Philippines, et son allure peu commune reste mystérieuse pour les scientifiques.

## Description
Ce sont des oursins réguliers : le test (coquille) est arrondi, avec le péristome (bouche) situé au centre de la face orale (inférieure) et le périprocte (appareil contenant l'anus et les pores génitaux) à l'opposé, au sommet de la face aborale (supérieure).
Il s'agit de l'espèce-type de la famille des Psychocidaridae (et la seule actuelle), qui en partage donc tous les caractéristiques. Le test peut atteindre une dizaine de centimètres de diamètre. Les radioles (piquants) sont parcourues de nombreux piquants secondaires radiaux, qui une fois reliés par de la matière accrétée et minéralisée forment des sortes de massues, qui offrent souvent un support à de nombreuses algues et organismes encroûtants (comme des vers tubicoles). Sur la face orale, ces piquants secondaires sont en position plus longitudinale, permettant de conserver une forme fuselée des radioles,. Les radioles secondaires verdâtres sont courtes, arrondies et légèrement aplaties ; leur disposition est dense.
Le statut de cette espèce, seul représentant actuel de sa famille, demeure débattu : certaines classifications préfèrent le classer dans le genre monotypique Psychocidaris Ikeda, 1935, où il fut placé initialement.

## Habitat et répartition
On trouve ces oursins dans les eaux profondes du Japon et aux Philippines.

## Écologie et comportement
En l'état actuel, les scientifiques ne savent rien de la biologie de cette espèce, qui n'a jamais été observée vivante ; vu leur milieu de vie, on peut postuler qu'ils sont des omnivores détritivores et opportunistes. La fonction des énormes radioles est inconnue.